# نامی آمورو
نامی آمورو (به انگلیسی: Namie Amuro؛ ‎/ˌnɑːmiˈeɪ/‎ NAH-mee-AY؛ ژاپنی: 安室 奈美恵؛ زادهٔ ۲۰ سپتامبر ۱۹۷۷) خوانندهٔ ژاپنی بازنشسته می‌باشد. از وی در سرتاسر ژاپن و آسیا به‌عنوان آیکان یاد می‌شود. وی به‌عنوان آیدل جوانی به شهرت رسیده و به‌دلیل تطبیق‌پذیری خود در سبک‌های موسیقی و بازنمایی‌های بصری به یک هنرمند پاپ مهم و برجسته تبدیل شده‌است. به آمورو «ملکهٔ موسیقی پاپ ژاپن» هم می‌گویند و تأثیرات وی در ژاپن مشابهٔ هنرمندانی در فرهنگ پاپ غربی از قبیل جنت جکسون و مدونا می‌باشد.